# Ново Село (община Штип)
Ново Село (мак. Ново Село) — село у Північній Македонії, входить до складу общини Штип Східного регіону, фактично є районом міста Штип.

## Відомі люди
- Тодор Александров — революціонер, лідер ВМРО протягом 1919-1924
- Іван Михайлов — революціонер, лідер ВМРО протягом 1924-1934

## Посилання

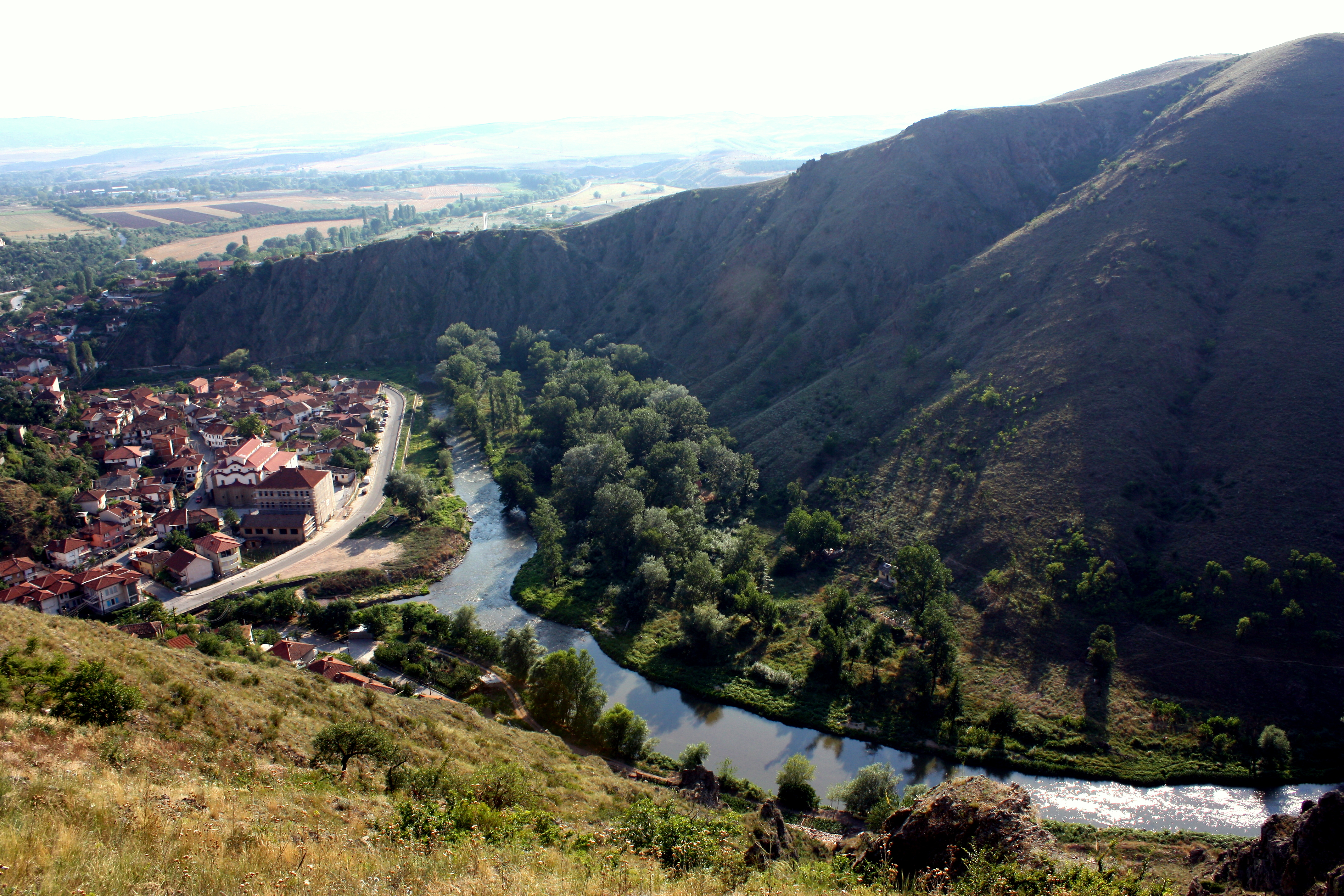
Вид на село